# Iouri Gotsaniouk
 (janvier 2024).
Si vous disposez d'ouvrages ou d'articles de référence ou si vous connaissez des sites web de qualité traitant du thème abordé ici, merci de compléter l'article en donnant les références utiles à sa vérifiabilité et en les liant à la section « Notes et références ».
Iouri Gotsaniouk (Youry Mikhaïlovich Gotsanyouk en ukrainien Юрий Михайлович Гоцанюк) est homme politique ukrainien puis russe né le 18 juillet 1966 à Novaya. Il est président du Conseil des ministres de la république de Crimée depuis le 20 septembre 2019.